# Amphoe Mueang Chai Nat
Amphoe Mueang Chai Nat (Thai: อำเภอเมืองชัยนาท) ist ein Landkreis (Amphoe – Verwaltungs-Distrikt) in der Provinz Chai Nat. Die Provinz Chai Nat liegt in der Zentralregion von Thailand. In diesem Bezirk liegt die Provinzhauptstadt Chai Nat.

## Lage
Chai Nat liegt in der nördlichen Zentralregion am Mae Nam Chao Phraya (Chao-Phraya-Fluss). Die Stadt ist seit alters her ein Umschlagplatz für Waren aller Art. 
Benachbarte Distrikte (von Osten im Uhrzeigersinn): die Amphoe Sapphaya, Sankhaburi, Hankha, Wat Sing und Manorom der Provinz Chai Nat sowie Amphoe Takhli der Provinz Nakhon Sawan.

## Geschichte
Im Jahr 1917 wurde der Distrikt von Mueang in Ban Kluai (บ้านกล้วย) umbenannt. 1938 wurde der Name in Mueang Chai Nat geändert.

## Verwaltung

### Provinzverwaltung
Der Landkreis Mueang Chai Nat ist in neun Tambon („Unterbezirke“ oder „Gemeinden“) eingeteilt, die sich weiter in 75 Muban („Dörfer“) unterteilen.
| Nr. | Name          | Thai     | Muban | Einw.  |
| --- | ------------- | -------- | ----- | ------ |
| 01. | Nai Mueang    | ในเมือง   | 0-    | 04.895 |
| 02. | Ban Kluai     | บ้านกล้วย  | 0-    | 12.862 |
| 03. | Tha Chai      | ท่าชัย     | 11    | 09.283 |
| 04. | Chai Nat      | ชัยนาท    | 09    | 08.176 |
| 05. | Khao Tha Phra | เขาท่าพระ | 08    | 08.017 |
| 06. | Hat Tha Sao   | หาดท่าเสา | 08    | 05.111 |
| 07. | Thammamun     | ธรรมามูล  | 10    | 07.578 |
| 08. | Suea Hok      | เสือโฮก   | 14    | 07.653 |
| 09. | Nang Lue      | นางลือ    | 15    | 07.837 |

### Lokalverwaltung
Es gibt eine Kommune mit „Stadt“-Status (Thesaban Mueang) im Landkreis:
- Chai Nat (Thai: เทศบาลเมืองชัยนาท) bestehend aus dem kompletten Tambon Nai Mueang und den Teilen der Tambon Ban Kluai, Tha Chai, Khao Tha Phra.

Es gibt sechs Kommunen mit „Kleinstadt“-Status (Thesaban Tambon) im Landkreis:
- Thammamun (Thai: เทศบาลตำบลธรรมามูล) bestehend aus dem kompletten Tambon Thammamun.
- Ban Kluai (Thai: เทศบาลตำบลบ้านกล้วย) bestehend aus Teilen des Tambon Ban Kluai.
- Chai Nat (Thai: เทศบาลตำบลชัยนาท) bestehend aus dem kompletten Tambon Chai Nat.
- Hat Tha Sao (Thai: เทศบาลตำบลหาดท่าเสา) bestehend aus dem kompletten Tambon Hat Tha Sao.
- Suea Hok (Thai: เทศบาลตำบลเสือโฮก) bestehend aus dem kompletten Tambon Suea Hok.
- Nang Lue (Thai: เทศบาลตำบลนางลือ) bestehend aus dem kompletten Tambon Nang Lue.

Außerdem gibt es zwei „Tambon-Verwaltungsorganisationen“ (องค์การบริหารส่วนตำบล – Tambon Administrative Organizations, TAO)
- Tha Chai (Thai: องค์การบริหารส่วนตำบลท่าชัย) bestehend aus Teilen des Tambon Tha Chai.
- Khao Tha Phra (Thai: องค์การบริหารส่วนตำบลเขาท่าพระ) bestehend aus Teilen des Tambon Khao Tha Phra.